# Wer singt, muß sterben
Wer singt, muß sterben (Originaltitel: L’Homme qui trahit la mafia, sinngemäß übersetzt mit Der Mann, der die Mafia verrät) ist ein französisch-italienischer Kriminalfilm aus dem Jahr 1967 von Charles Gérard, der auch – zusammen mit Gilles Duvernier – das Drehbuch verfasst hatte. In den Hauptrollen sind Robert Hossein, Claude Mann und Claudine Coster zu sehen. Zum ersten Mal ins Kino kam der Film am 20. Mai 1967 in Frankreich. In der Bundesrepublik Deutschland hatte er seine Premiere am 31. Dezember 1968.

## Handlung
In Frankreich scheint sich ein Verbrechersyndikat nach US-Muster etabliert zu haben, das Heroin schmuggelt. Die Gangster scheuen auch nicht vor Morden zurück, wenn sie ihre Geschäfte gefährdet sehen: drei Tote stehen bereits auf dem Konto. Nun wird der Agent Claude Lambert auf die Bande angesetzt. Aber damit kann dem Spuk noch lange kein Ende bereitet werden. Auch er weiß zunächst keinen Rat. Schließlich sind die mühsamen und gefährlichen Nachforschungen dann aber doch noch von Erfolg gekrönt: Ein internationaler Ring mit einem Amerikaner an der Spitze, gedeckt von dem seriös erscheinenden Rechtsanwalt Maître Bianchini, hatte den schwunghaften Handel mit den kleinen weißen Bällchen betrieben.
Die Bande setzt sich vergeblich zur Wehr; alle ihre Anschläge auf Lambert und dessen Geheimdienstleute scheitern; sie wird gesprengt, als das Gros der Clique in die ihr gelegte Falle tappt – die Rädelsführer waren schon vorher verhaftet worden oder hatten sich untereinander gegenseitig umgebracht.

## Kritiken
Der Evangelische Film-Beobachter hält nicht viel von dem Streifen: „Ein ausgesprochen langweiliger Agentenfilm, auch wenn er in Farben und auf Breitwand erscheint und sein Hauptdarsteller Robert Hossein heißt. Außerdem wirkt er im Handwerklichen reichlich primitiv, weist nur schwache schauspielerische Leistungen auf und zeichnet sich durch ziemlich dümmliche Dialoge aus.“ Zu einer ähnlichen Einschätzung gelangt kurz und bündig das Lexikon des internationalen Films: „Einfallsloser, weitgehend langweilender Agentenfilm.“